# ニジマス
ニジマス（虹鱒、学名：Oncorhynchus mykiss、英名：Rainbow trout）は、サケ科に属する魚。食用魚であり、養殖や釣りの対象にもなる（後述）

## 形態
成魚の体長は一般的に約40 cm前後であるが、大型のものは60-120 cmにまで成長することもある。小型のニジマスは一生を淡水で過ごす陸封型（河川残留型）、大型のニジマスは川から海へ下って再び川へ戻ってくる降海型で、大きさだけでなく見た目も全く違う。陸封型をレインボートラウト、降海型をスチールヘッドと別々の名前で呼ぶのは、かつては別の魚だと考えられていた名残である。川にいる一部の個体が海へ下るために海洋に適応した形に変態することをスモルト（銀化）と言って、サケ科の魚に特有の現象である。
体全体にはっきりした黒点があり、エラから尾びれにかけての体側部に赤から赤紫色の太い縦縞の模様があるのが色彩上の特徴である。繁殖期のオスに現れる婚姻色として、非常に見事な虹色の光沢が発色し、それが英名及びその直訳である標準和名の由来となっている。フランス語でも「虹のマス」を意味するトリュイッタルカンシエル（truite arc-en-ciel）と呼ばれる。

## 生態

### 分布

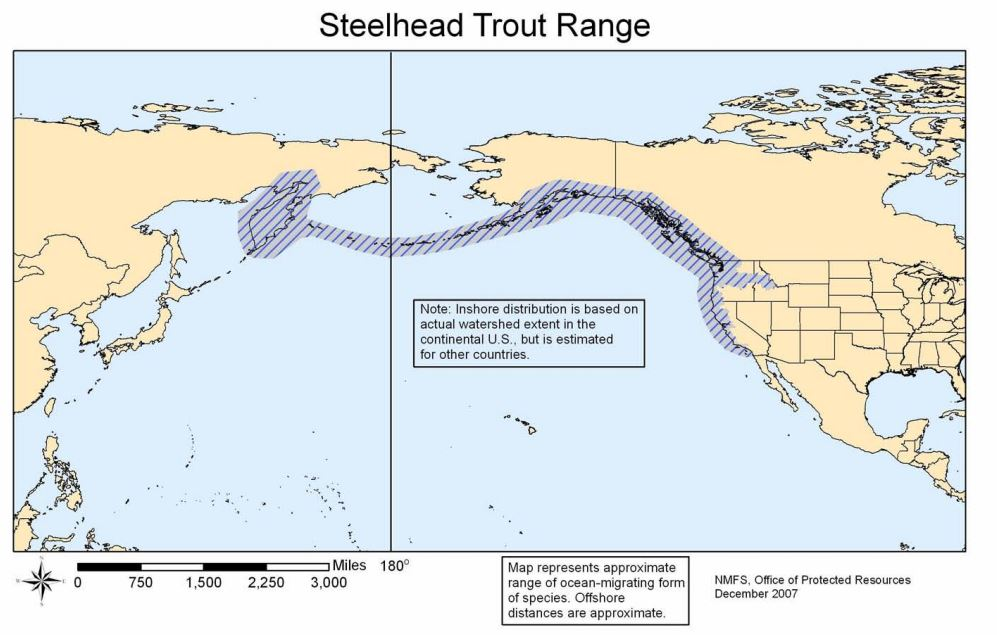
降海型の個体天然分布域

ニジマスの基種とその亜種の天然分布域は、カムチャツカ半島から北アメリカ大陸西岸（太平洋岸）のアラスカ、カナダ、アメリカ合衆国西海岸およびメキシコ北西部の一部である。

### 生息環境
夏でも水温が摂氏12度以下の冷たい水、特に流れが速く、酸素を多く含む川に生息する。冷水の湖などにも生息するが、サケ科としては比較的高温の22℃程度の水温でも生息可能である。熱帯地域にも移入されているが、これは標高1,200 m以上の高地である。

### 食性
肉食性で、水生昆虫や甲殻類、水中を流下、水面に落下してくる小昆虫、小魚など多様なものを捕食する。

### 遡河回遊性
本種は基本的には一生を淡水で過ごす河川残留型の魚であるが、降海と河川遡上を繰り返す個体もいる。
ニジマスは海水適応が可能な種として知られている。中には汽水域や海に下る個体もいて、他のサケ類のように海を回遊し、河川への遡上を行う。降海型の個体は、特に大きく成長しやすく、全長1.2 m、体重25 kg程度の記録もある。頭部上面が黒っぽくなる事から、日本ではテットウ（鉄頭）・テツ、英語ではスチールヘッド（Steelhead）などと呼ばれる。この個体が産地周辺の川を遡上することがある。テツは北海道の知床半島周辺の海で捕獲（漁獲）される場合があるが、回遊範囲など海洋での生態は十分に解明されていない。
近年では、湖やダム湖などで大きく成長して銀化した河川残留型（陸封型）のニジマスも、陸封型及び降海型を問わずスチールヘッドと呼ばれる。

### ライフサイクル
繁殖時期については、生息域の水温で大きく幅がある。秋の高水温は産卵を遅らせるが比較的温暖な地域では秋から冬にかけて繁殖行動が行われるが、低水温な地域（例えば、摩周湖では6月に産卵）では春から初夏にかけて繁殖行動が行われる。また、希に養殖環境下では年2回産卵を行う個体も存在する。生まれてから2から4年目の間に成熟する例が多く、他のサケ属の魚（シロザケなど）とは違い、成熟後は1回の繁殖行動では死なず、数年にわたって繁殖行動を行う。自然繁殖が成立する条件として、仔魚の浮上時期の増水が小規模、短期間、低頻度などの条件が整う必要がある。

## 分類
属名Oncorhynchusは、ギリシャ語のonkos（膨れた、突出した）とrhynchos（吻）に由来し、成熟したオスの特徴である突出して鈎状に曲がった吻を表している。種名mykissはドイツ人博物学者ワルバウム（en:Johann_Julius_Walbaum）が分類に用いたカムチャツカ半島東岸沖のコマンドルスキー諸島産の標本と、現地語で魚を意味するmykizhaに由来している。
ニジマス、ブラウントラウト、タイセイヨウサケはかつてニジマス属に分類されていたが、1988年以降、遺伝学的見地などからニジマスはサケ属（en:Oncorhynchus）に移され、ブラウントラウト、タイセイヨウサケ（アトランティックサーモン）はタイセイヨウサケ属（en:Salmo）に分類された。

### 亜種および近縁種
ニジマスの亜種および近縁種は、北アメリカ大陸の西岸（太平洋岸）にある河川、ならびに湖沼にその多くが生息している。

#### 亜種

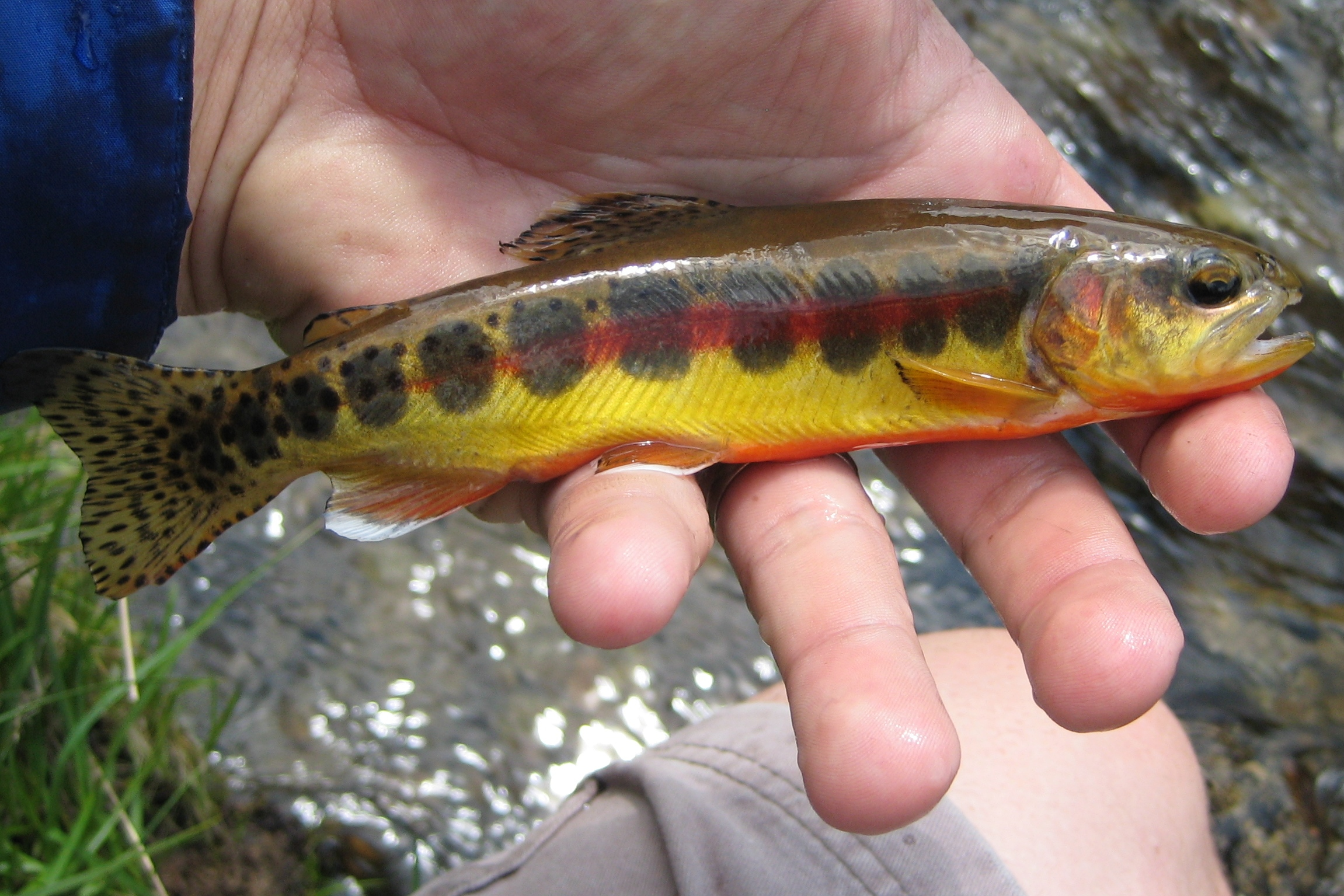
カリフォルニア・ゴールデントラウトの成魚

カリフォルニア・ゴールデントラウト (California Golden trout, Oncorhynchus mykiss aguabonita)
天然種は、シエラネバダ山脈のカーン川水系の最上流域のみに棲息する。以前はボルケーノクリーク・ゴールデントラウトとも呼ばれ、独立した別種と見なされていたが、近年になってニジマスの亜種と考えられる様になった。
リトル・カーン・ゴールデントラウト (Little Kern golden trout, Oncorhynchus mykiss Whitei)
天然種は、カーン・リバー水系支流のリトル・カーン・リバーのみに棲息する。
カーンリバー・レインボートラウト (Kern River rainbow trout, Oncorhynchus mykiss Gilberti)
天然種は、カーン・リバー水系ノースフォーク本流の上流域、および同上流域の支流のみに棲息する。以前はギルバーティ・レインボートラウトとも呼ばれ、同じ水系のゴールデントラウトとニジマスの天然中間種と考えられている。また近年の遺伝子解析により、ゴールデントラウトの別タイプ（注意：亜種ではない）とも提唱される様になった。
カリフォルニア・ゴールデントラウトやリトル・カーン・ゴールデントラウトは、滝などの地質構造の変化や氷河などによって氷期末期に河川の下流域から隔離され、高山地帯の河川の最上流域（源流域）に陸封された完全な淡水型のマスである。これらゴールデントラウトの自然分布域上流は、現在ゴールデントラウト自然保護区としてアメリカ合衆国森林局により管理、および保護されている。
なお、上記の天然生息域以外のシエラネバダ山脈の河川や山上湖、および他州の高山地帯の一部河川や山上湖には、ゴールデントラウトに良く似た姿や色合いの個体が棲息している。これらは、過去の受精卵（発眼卵）や稚魚の移植によるゴールデントラウトの個体群の子孫であるが、移植時の個体群が既にニジマスとの雑種であった事が後に判明している。また、現時点でのこれら個体群のほぼ全てが、同様な方法で過去に移植、又は放流されたニジマスとの交雑化が更に進行した個体群と考えられている。
魚類生物学者、 Robert J. Behnke (2002年) によると、ニジマス Oncorhynchus mykiss は以下の亜種に分かれる。
| タイプ亜種 |
| --- |
| Oncorhynchus mykiss mykiss (Walbaum, 1792) Kamchatkan rainbow trout - 北西太平洋からカムチャツカ半島、オホーツク海、アムール川河口からに分布。Oncorhynchus mykissの名義タイプ亜種。 |
| 沿岸型 |
| O. m. irideus (Gibbons, 1855) Coastal rainbow trout - アリューシャン列島から米国カリフォルニア州南部までの太平洋沿岸部。降海型はスチールヘッドとして知られる。 O. m. irideus var. beardsleei (Jordan, 1896) Beardslee trout- 正式な亜種ではなく、米国ワシントン州クレセント湖のみに生息する湖沼型の変種。 |
| レッドバンド型 |
| O. m. gairdneri (Richardson, 1836) Columbia River redband trout - 米国のモンタナ州、ワシントン州、アイダホ州のコロンビア川と支流。降海型はレッドバンドスチールヘッド。 O. m. spp. Athabasca rainbow trout - O. m. gairdneriの一形態と考える学者と、別の亜種と考える学者がいる。カナダのアルバータ州アサバスカ川水系の水源部に分布。 O. m. stonei (Jordan, 1894) McCloud River redband trout - ミドルフォールズ滝より上流のマクラウド川とその支流の原産。 O. m. spp. Sheepheaven Creek redband trout - カリフォルニア州、シープヘブンクリーク原産。 O. m. newberrii (Girard, 1859) Great Basin redband trout - オレゴン州南東部、カリフォルニア州の一部、ネバダ州のグレートベースン盆地周辺部原産。 O. m. aquilarum (Snyder, 1917) Eagle Lake trout - カリフォルニア州イーグルレイク湖に固有。 O. m. kamloops strain (Jordan, 1892) Kamloops rainbow trout - カナダのブリティッシュコロンビア州の大きな湖、特にカムループス湖、クーテナイ湖の原産。巨大化することで知られる。 |
| カーンリバー産ゴールデントラウト |
| O. m. aguabonita (Jordan, 1892) Golden trout - カーン川支流のゴールデントラウトクリーク、その支流ボルケーノクリーク、カーン川南支川原産 O. m. gilberti (Jordan, 1894) Kern River rainbow trout - カーン川とその支流に固有。かつて広がっていた分布域は著しく減少し、残留した個体群が分かれて生息している。 O. m. whitei (Evermann, 1906) Little Kern golden trout - リトルカーン川とその支流の160 km範囲に固有で、現在ではカーン川盆地の5か所の水源域と1か所の移入個体群のみ。 |
| メキシコ型 |
| O. m. nelsoni (Evermann, 1908) Mexican rainbow trout - バハ・カリフォルニア半島と西シエラマドレ山脈の水源域支流各地に生息。メキシコレインボートラウトはネルソントラウトともよばれ、明瞭な3つの地域集団がある。これらの分類は現在調査中の課題であり、集団の中に有意な型の多様性がありそうである。Rio Yaqui trout、Rio Mayo trout、Guzmán trout、Rio San Lorenzo trout、Arroyo la Sidra trout、Rio del Presidio trout などがおり、Rio del Presidio troutの生息域は、サケ科魚類の自然分布では南限であった。 |

#### 近縁種
ニジマスの天然分布域の北には、近縁種のカットスロートトラウトが概ねロッキー山脈までの内陸部の河川上流部、ならびに湖沼に生息する。ニジマス同様、河川・湖沼残留型（陸封型）と降海型があるが、分類上は別種である。移入されたニジマスとの交雑による遺伝子汚染が発生しており、遺伝的絶滅や繁殖効率の低下が懸念される。ニジマスの遺伝子混合率が20%以下の個体群を在来のカットスロートトラウトの個体群と見做して保全しているが、これらの個体の繁殖成功度は純粋なカットスロートトラウトよりも50%も低い。

## 人間との関わり

### 日本の個体群
日本での歴史は関沢明清により1877年（明治10年）にアメリカ合衆国カリフォルニア州から移入されたのが最初とされている。これ以後、各地の渓流や湧水地帯で養殖、放流が盛んに行なわれた。その個体の一部が、北海道知床半島、摩周湖、幌内川などをはじめ、本州の中部以北の一部地域で自然状態で定着した外来種となっている。カリフォルニアからの複数回の移入により原産地の遺伝的多様性を受け継いでいる。

### 交雑種など

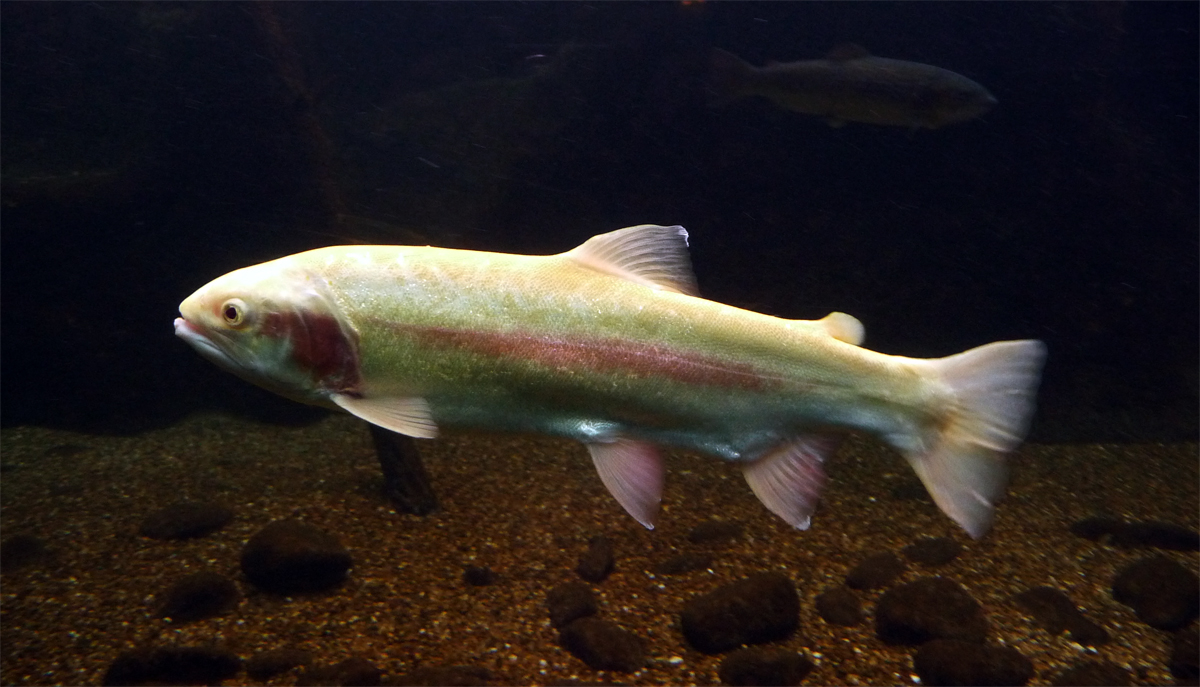
アルビノ個体

淡水でも容易に人工繁殖することから、有用食用魚としての養殖研究の歴史が長い。特に、他のサケ・マス類との交雑種が研究され、食味向上や高成長率、耐病性向上により養殖効率をあげるための研究がされ、一部は商品化され流通している。なお、自然界に逃げ出し天然魚と交雑することによって既存生態系の遺伝情報に交雑種の遺伝子が組み込まれるのを避けるため、養殖目的で人工的に作出する交雑種は、3倍体メスを利用する。
その手法は、1.変異個体の系統選別育種、2.異種交配、3.染色体操作などである。これらの方法は、サクラマス養殖などにも応用されている。
系統選別育種は、一定の特徴を持った個体を選別して系代飼育することで系統固定する手法である。現在の異種交配は、不妊化により養殖魚が場外流出し在来魚種に与える影響を軽減する目的で、ホルモン処理による全メス化と後述の倍数体個体との交配を併用する方法がとられている。ニジマスにおける染色体操作とは、受精初期の未分化卵を通常の自然界ではあり得ない圧力や温度環境下（例：26℃20分間）に受精卵を置くことで、減数分裂を抑制し倍数体個体を作出する方法である。これらの技法により不妊化魚（生殖能力がない事から生殖の為のエネルギー消費がなく短期間で大きく成長する）三倍体個体の作出や採卵後の性転換技術がニジマスだけでなく、ヤマメ、イワナ等でも確立されている。三倍体雄魚は性成熟するが三倍体雌魚は性成熟しないとされるため、成長が早く年間を通じ食味の変化が少ない。また、作出された種や系統は登録商標として登録されている場合が多い。
実際の作出例は、
選抜種（変異種を選抜して品種として固定）
突然変異：（メラニン色素欠如） 通称：アルビノニジマス

1956年、長野県水産試験場で初めて発見され、交雑試験により遺伝的に優性であることがわかった。子孫である純系マスが各地で生産されている。またニジマス養殖でアルビノが出現することはほとんど無く、珍しい。チロシナーゼ合成酵素が欠損してメラニン色素が作られないため、残りの色素などにより体色が黄色近似に変化。優性遺伝の為、一方の親がアルビノならば、アルビノの子が育つ。観賞用としてペットショップや観賞魚店（熱帯魚店）などでも販売されている。また、養殖場では成長度合いを簡単に調べるための標識魚として利用される。
突然変異：（無斑） 通称：ホウライマス
1965年、愛知県水産試験場鳳来養魚場で発見された斑紋の無い突然変異のニジマスを選択交配し、1980年代までに品種として固定した系統。名前は水産試験場の名称（地名）「鳳来（ほうらい）」に由来する。無斑個体を効率的に増殖させる研究も行われている。遺伝的に優性。
突然変異：（体色異常） 通称：コバルトマスまたはコバルトニジマス
脳下垂体中葉の異常により体色がコバルトブルーに変化。この形質は劣性遺伝する。またコバルトマスは繁殖せず病気にかかりやすい。したがって美しい体色であるが大量生産は困難である。
系統選別育種（大型ニジマス） 通称：ドナルドソン
ワシントン大学名誉教授のドナルドソン（Lauren Donaldson）博士が、降海型のスチールヘッドと大型のニジマス選抜個体を交配し、30年以上をかけた品種改良の結果得られた系統。1m以上に育つ。「ドナルドソントラウト」「ドナルドソンニジマス」とも呼ばれる。管理釣り場での人気が高い。スーパーで見かける「サーモントラウト」「トラウトサーモン」「トラウト」などは、「ドナルドソン」がカナダやチリ、ノルウェーなどで生産されたものを指すことが多い。青森県むつ市大畑町では2年間淡水飼育して成長が良い本種のメスを海水で8か月飼育したものを出荷している（流通名：海峡サーモン）。
系統選別育種 流通名：ギンヒカリ
群馬県水産試験場により選抜。通常2年で成熟するニジマスの中から3年で成熟する系統を選抜育種・固定化した系統。肉質の低下が少ない。
系統選別育種 流通名：ハコスチ
遊漁用ニジマスとして群馬県水産試験場により選抜。スチールヘッド系ニジマス（オス）と箱島系ニジマス（メス）を交配した。
交雑種
ホウライマス♀とイワナ♂あるいはアマゴ♂を交配した三倍体 流通名：絹姫サーモン
愛知県水産試験場により作出、父系にアマゴを持つ略称ニジアマと、父系にイワナを持つ略称ニジイワの2つのタイプがあるが、主に、ニジアマと呼ばれている種が流通している。
ニジマス四倍体♀とブラウントラウト偽♂を交配した三倍体 流通名：信州サーモン
長野県水産試験場により作出、ニジマスとブラウントラウト両者の良いところを受け継いだ一代雑種 (F1) で繁殖力はない。この魚は、食用のみ使用できる。そのため、釣り場への放流は禁止である。活魚での県外流通も禁止し、地域ブランド化を推進している。
ニジマス♀とアメマス偽♂を交配した全雌三倍体 流通名：ロックトラウト、ロックサーモン、魚沼美雪マス。
新潟県内水面水産試験場により作出、「魚沼美雪マス」は新潟県にじます組合の商標登録。
ニジマス♀とキングサーモン偽♂の交雑種「富士の介」。
山梨県水産技術センターによる作出、地域ブランド化を行っている。

倍数体
倍数体 ニジマスの全雌三倍体（全雌：すべて雌）
流通名：ヤシオマス（栃木県内で生産された個体）、銀河サーモン（北海道上川郡上川町の養殖業者）、笹川マス（新潟県村上市の養殖業者）、アルプスサーモン（長野県飯田市の養殖業者）

### 外来種問題
ニジマスが産卵床を形成する際にイワナ類の産卵床を掘り返す（ニジマスは日本の渓流魚の代表であるイワナ、オショロコマより産卵時期が遅い）事や餌の競合により在来種の生息に悪影響を与えるため、特定外来生物による生態系等に係る被害の防止に関する法律において生態系被害防止外来種に指定されている。しかし、現在も公的機関の主導の下で養殖事業として日本各地に導入されており、時には一部の釣り団体が私的に放流するケースもある。
北海道では1920年に支笏湖に放流されたのに始まり、今では72の水系に定着している。在来魚種への影響として知床半島の幾つかの河川では、ニジマスの侵入により生息域を奪われた在来種のオショロコマの生息が確認できなくなっているほか、良瑠石川（北檜山・せたな町）では残留型サクラマス（ヤマメ）を駆逐して優占種となっている。
本州以南の多くの河川では放流しても定着しにくい魚という評価があり、同じ外来種のブラックバスと比べて導入について寛容的な自治体が多い。定着しない理由として、放流してもすぐに釣られること、さらに梅雨時の増水で繁殖ができなくなることが挙げられる。
また、世界の侵略的外来種ワースト100、日本の侵略的外来種ワースト100の双方に選定されている。天然および養殖のニジマスは南極大陸を除く全ての大陸の少なくとも45カ国に食用あるいは遊漁用として移植され、米国、南ヨーロッパ、オーストラリア、ニュージーランド、南アメリカでも、天然分布域外の在来のマス類や亜種を侵略している。こうした外来種としての問題を重要視する釣り団体の中には放流を自粛する動きもみられる。さらに、外来種のニジマスではなく在来種のサケ・マス類の利用に転換し、地域の自然を見直すべきとの意見もある。しかし、現状では多くの地域でニジマスの水産資源としての価値を優先し、活発に放流され続けている。米国で五大湖のように移植されてスポーツフィッシングが盛んになっている水域もある。このような問題は、ブラウントラウト、カワマス、レイクトラウト、シナノユキマスといった他の外来サケ・マス類でも同様に存在する。
日本以外にも世界中へ移入されており、生態系に深刻な影響を与えている。アメリカでは、競争や遺伝子汚染によりサケ類を駆逐している。なお、日本国内の水域で自力繁殖を繰り返すという意味での定着はしにくいニジマスであるが、釣魚、食用魚としてのニジマスは国民の間に文化的定着が完了している。

### 養殖
良質で豊富な地下水が得られる地域での生産量が多い。温暖な静岡県では短期間で大きく育つ。
| 順位 | 都道府県 | トン(t) |
| ---- | -------- | ------- |
| 1    | 静岡県   | 1,077   |
| 2    | 長野県   | 767     |
| 3    | 山梨県   | 702     |
| 4    | 栃木県   | 309     |
| 5    | 新潟県   | 218     |
| 6    | 岐阜県   | 201     |
| 7    | 愛知県   | 164     |
| 8    | 北海道   | 161     |
| 9    | 宮城県   | 146     |
| 10   | 群馬県   | 130     |

経代養殖により成長させた成魚から採卵・孵化させた稚魚を生産する完全養殖が、淡水で行われる。また、海面養殖されたニジマスは水温を最適化することで短期間で出荷可能な大きさまで成長するため、サーモントラウト、トラウトサーモンとも呼ばれ販売されている。

#### 歴史
1926年（大正15年）、長野県明科町（現在の安曇野市）で日本国内の養殖が開始された。1943年（昭和18年）には500トンの生産が記録されている。第二次世界大戦後は山形県、長野県、静岡県などで多く養殖され、1953年以降は本格的にアメリカやカナダにも輸出され1971年に3,084トンまで増加した。しかし、1973年の為替変動により輸出主導から国内向けに転換し、1982年に過去最高の18,200トン余りを記録したが、2004年では8,800トン余りまで減少している。
けれど、ニジマスの養殖では静岡県が1(2023/11/16)で収穫量は897tで全国を占める割合は、21.6%である。

#### 育成
受精卵は10℃で30日程度で孵化し、孵化から60日程度を経過したら餌付けを開始する。孵化から4か月を経過すると3 g程度まで成長する。食用魚の養殖は食味や生産性を考慮したものが必要で養殖適水温は13 - 18℃が望ましく、溶存酸素量は生育に大きな影響を与えるため、曝気用に水車を設置する場合が多い。水温が高いほど成長は早くなるが感染症の危険も高くなる。日本で最も多く需要のある大きさの23 cm程度まで育てるには、孵化後1 - 2年が必要。冷凍輸出用や採卵用、遊漁用として、30-60 cm以上まで育てられる場合もある。

#### エサ
現在市販されるニジマス用配合飼料は、白身魚（スケトウダラ）を主とする動物性蛋白質を約55%、小麦粉などの穀類や糟糖類を約35%、ビタミンやミネラルが添加され蛋白質量は43%以上という物が主流で、給餌直前に油を添加する。飼料の粒の大きさは成長度合いに合わせ複数有り、適切な大きさの物を選択し与える。アスタキサンチンなどの赤系色素を配合した餌を与えることで、サケに似た薄紅色の身をもつニジマスが成長する。

### 食材

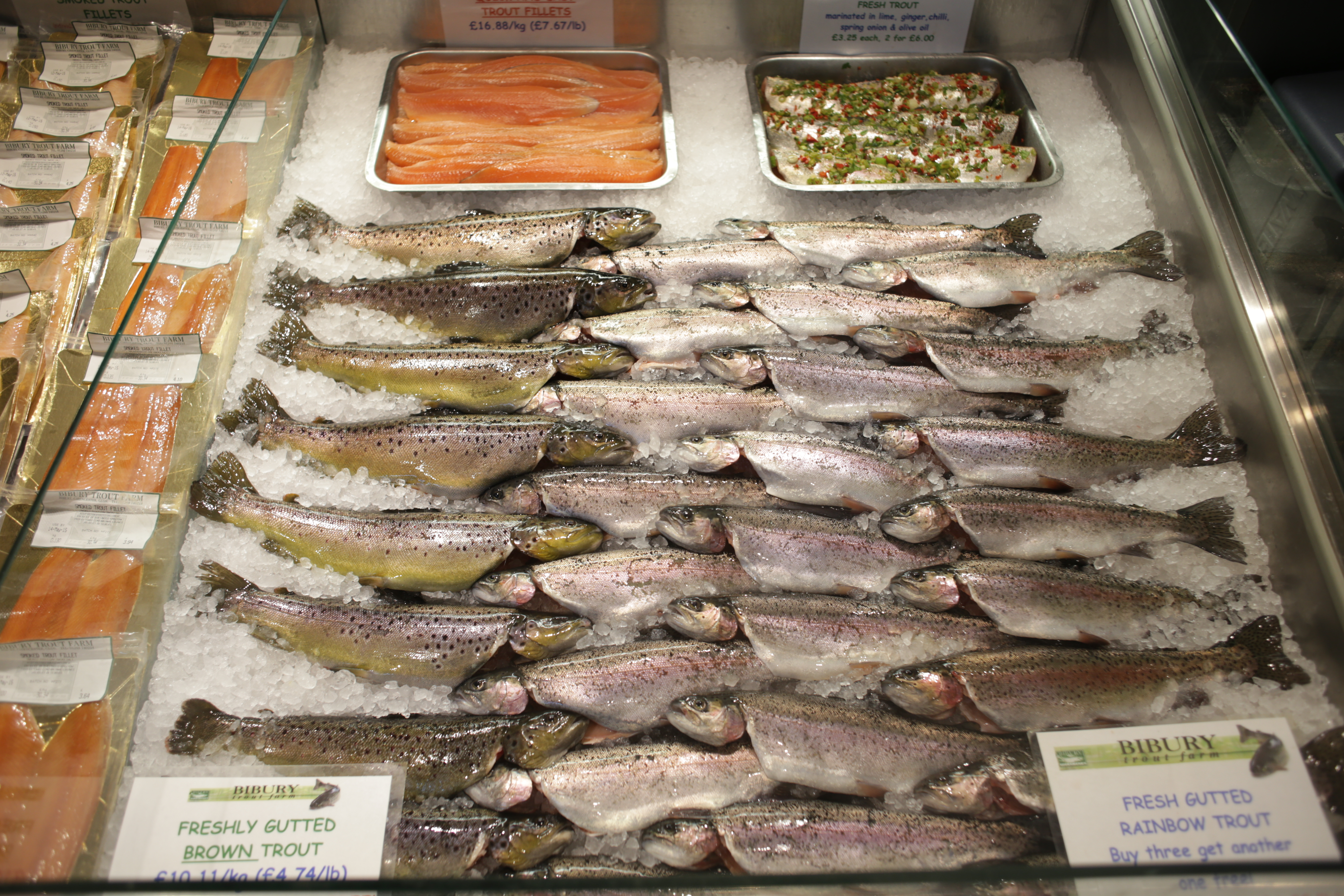
手前は開き。奥左はフィレの燻製。右はマリネ。

様々な調理法や加工品（干物や燻製など）で食される。ニジマスは飼育・繁殖が容易であるため、タイセイヨウサケ（アトランティックサーモン）と並んで世界的に最も一般的なサケ科の食材として知られており、食用に品種改良されたものが海洋と淡水の両方で大規模に生産されている。日本でもギンザケ（銀鮭）と並んで最も一般的なサケ科の食材として大規模に生産されている。ニジマスには淡水から海面に移して養殖する降海型（スチールヘッド、大型なので刺身やスモークに適する）と、一生淡水で養殖する陸封型（レインボートラウト、小型なので塩焼きなどに適する）があり、大きさが違うので調理法も違う。日本で養殖されているものはほとんど陸封型（小型）であるが、海面養殖を行った方が大きく美味く成長するので、海面養殖による地域ブランド化（「○○サーモン」）の試みが各地で行われている。
陸封型のニジマスは「レインボートラウト」と呼ばれる。降海型のスチールヘッドと比べて小型であり、100-140 g程（20-23 cm程度）のサイズである。白身で塩焼きやムニエル、甘露煮として食べる。生産量としては降海型に及ばないものの、こちらも淡水魚としては大規模に生産（日本では平成28年度で約5,000トン）されており、ウナギ（数字の上では日本で最も生産量の多い淡水養殖魚だが、商業的な完全養殖は実現していない）を除く淡水魚としては日本ではアユ（平成28年度で約5,200トン）と並んで最も生産量の多い養殖魚となっている。「レインボートラウト」は、これをそのまま日本語に直訳した「ニジマス」の名称で販売され、アユとともに川魚の代表とされている。
降海型のニジマスは「スチールヘッド（スチールヘッドトラウト）」と呼ぶ。陸封型のレインボートラウトと比べて大型になる。現在世界各地で海面養殖されているものは、大型のドナルドソン種をベースにさらに品種改良されたもので、2 - 3年で2 - 3キログラムほど、4 - 5年で10 kg（110-120 cm程度）を超えるまでに成長する。また商品価値を上げるためにカロチノイドの一種である赤系色素のアスタキサンチンを配合したエサを与えて着色する技術があり、薄紅色のサーモンピンクの身になる。このようなタイプのニジマスの「食材としての名称」を、日本語（和製英語）で「サーモントラウト」と呼び、刺身や寿司などの生食がメインとなる。北海道などでは野生種もしばしば漁獲され、「スチールヘッド」をそのまま日本語に直訳した「テツ」（または「テットウ」）と呼ばれる。野生個体は寄生虫がいる可能性が有るので、生食する時は十分気を付けて食べるか、冷凍してルイベにする。厚生労働省の指導では、-20 ℃以下で24時間以上冷凍すると、アニサキスは死ぬ。
養殖物は性成熟しない代わりに巨大になるように染色体操作 された3倍体の個体がほとんどであり、出荷調整が出来るため、年間を通じ入手することが出来る。3倍体ではない物は秋には産卵のために脂が落ちるので、春先から夏に店頭に出回ることが多い。国産の養殖の大型ニジマスは海外産に比べて、生産量や人件費の関係で比較的高価であり、輸入物のサーモントラウトと比較すると2 - 3倍の価格であることが多いようである。飼料にもよるが、輸入物の鮭鱒に比べて脂ののりが薄く、さっぱりとして癖が無いのが特徴となる。通常の輸入鮭鱒と比べても高価な部類に入る上に、生産量が少ない為、一般的に消費者の口に入る機会は少ない。
マス（鱒）の卵を「マスコ（鱒子）」と呼び、ニジマスのマスコを卵巣に入ったまま（筋子）、又はばらしたもの（イクラ）を醤油漬けにして食べる。ニジマスの抱卵時期は鮭（シロザケ）の卵（鮭子、サケコ）よりも早く、7-8月くらいから採れる。ニジマスの卵はシロザケの卵よりも小粒で、黄色いが、しょうゆ漬けするとシロザケのイクラと同じ赤色になる。一般的にマスコのイクラ（マスイクラ）はサケイクラよりも小さくて安いが、静岡県の富士養鱒漁業協同組合では富士山の湧水で育てたニジマスのイクラを「レインボーキャビア」の名称でブランド化して販売している。「レッドキャビア」や「フレンチキャビア」などのブランドで販売しているところもある（キャビアについては当該項目参照）。一方で、釣り場で釣ったニジマスの卵から自作することで、買うと高価な美味しい筋子やイクラを大量に食べられるので、釣り人に「是非一度試して欲しい」と群馬県水産試験場でもお勧めの料理法である。染色体が3倍体の養殖物は性成熟しないので、マスコが取れない。
「サナダムシがいる為に生食が出来ない」という認識は国内の養殖ニジマスに関しては誤りである。過去20年間にわたり、養殖ニジマス6,306個体を検査した結果、サナダムシは発見されていない。サケ科魚類に寄生しているアニサキスやサナダムシ（日本海裂頭条虫）は鯨を終宿主とし、オキアミやイカ類を中間宿主としている。サケ科魚類にこれらの寄生虫が寄生するのは、寄生虫が宿るアミやイカ類が生息する北極圏付近の遠洋を回遊中のことであるから、国内で養殖する際には寄生は生じない。（図式はこうである：アミやイカ → 魚 → 鯨）

#### サーモントラウト
カロチノイドの一種である赤系色素のアスタキサンチンと蛋白質が結合したカロテノプロテインを主として構成される外殻を持つエビやカニ等の甲殻類を配合した、魚粉が主体の飼料で育てたニジマスは、身が着色され、薄紅色のサーモンピンクの身になる。このようなタイプの物を、日本語（和製英語）で「サーモントラウト」と呼ぶ。現在の日本のスーパーの店頭にて「サーモントラウト」「トラウトサーモン」「トラウト」等と表示される切身は、ノルウェー、チリ産の海面養殖されたニジマスである。これらの名前は商品名であり、魚種を示す名前ではない。魚種としてはニジマスのドナルドソン種、あるいはこれをベースにした交雑種などである。
ニジマスは日本では一応「マス」の仲間とされているが、食材としての「サーモントラウト」は主に「サーモン」「サケ（鮭）」の名称で販売されている。揚げ物・焼き物やお茶漬けなどの加工物では「サケ」、寿司や刺身などの生食用では「サーモン」と呼ばれることが多い。
2013年（平成25年）に表面化した食品偽装問題の際に、「サケ」の名称でニジマスを販売していることが問題となったが、「サケ弁当」や「サケ茶漬け」などの形で既に定着しているため「直ちに景品表示法上問題となるものでは」ないとの基準が消費者庁によって示された。例えば寿司ネタの「サーモンにぎり」は、寄生虫の心配をせずに生食が行える養殖ニジマスの安定供給が実現されたことによって初めて生まれたため、最初から「ニジマス」だった。現在は海外でも「salmon sushi」として人気がある。

### 地域振興
- 山梨県養殖漁業協同組合は登録要領を満たす養殖ニジマスを「甲斐サーモン」と名付けてブランド化している[53]。品種として一定の遺伝的特質を持つよう作出されていた個体群では無く「赤身の大型ニジマス」「体長50-80 cm」「重量 1 kg以上」等の漁協の品質基準に依拠するブランド名である。
- 滋賀県（米原市にある県立醒井養鱒場が中心）、北海道（中心となる生産地は、上川支庁管内の大雪山系の山麓にある上川町）などでニジマスの養殖が盛んである。
- 青森県むつ市では、2年間淡水で養殖したニジマスを10月から11月に津軽海峡沖合の生簀に移して8か月間養殖し、「海峡サーモン」として5月から7月にかけ出荷している[54]。
- 香川県坂出市などでは、瀬戸内海の水温が低下する12月に25 cm程度のニジマスの稚魚を網生簀に入れ、約5か月かけ育成した後、「讃岐さーもん」として毎年4月下旬から5月下旬に出荷している。これは2011年3月11日の東日本大震災の津波で、東北沿岸部のサーモン養殖漁場が大打撃を受け、稚魚を出荷できなくなった内陸部の稚魚生産業者を支援するため、香川県の漁業関係者が稚魚を購入したことがきっかけとなった[55][56]。
- ニジマスを食材として使用した駅弁としては、JR米原駅の「元祖鱒寿し」、JR新山口駅の「ますずし」などがある。
- 静岡県富士宮市では、地域おこしとして富士宮にじます学会と称する市民団体を2008年に結成。ニジマスのPR、新商品開発の企画などを行っている。

### 自治体などの魚
- 静岡県漁業協同組合連合会・静岡県 静岡の旬の魚14選（1月から12月までの各月の旬の魚計12種類とは別に、マグロとともに1年中を通して旬の魚として選ばれている）
- 静岡県富士宮市は2009年6月1日にニジマスを「市の魚」に制定した[57]。

### 海外
スコットランドのロッホ・オウ Loch Awe ではスコティッシュレインボートラウト(Oncorhynchus mykiss) の養殖が盛んで湖鱒という意味のロッホトラウトLoch troutとしてブランド化されている。甲殻類やタラ類が主体の配合飼料で育てられているので、身の色はサーモン色である。